# Daan Dierckx
Daan Dierckx (Lovanio, 24 febbraio 2003) è un calciatore belga, difensore dello Standard Liegi.

## Caratteristiche tecniche
Dierckx è considerato un difensore moderno, abile nell'impostazione del gioco, sia tramite verticalizzazione sia tramite cambio gioco tramite lanci lunghi. Ama impostare il gioco dal basso, prendendosi talvolta dei rischi. Alto 192 cm, soffre molto gli scatti degli attaccanti, come la maggior parte dei difensori col suo fisico, ma riesce a compensare questa lacuna con un ottimo senso della posizione.

## Carriera

### Club
Dierckx ha iniziato a giocare nelle giovanili del Genk, in cui ha militato fino al dicembre del 2020, quando è stato acquistato dal Parma.
Ha esordito coi Ducali il 17 gennaio 2021, nella gara di Serie A pareggiata 1-1 contro il Sassuolo, ed è così diventato sia il primo calciatore nato nel 2003 ad esordire nella massima serie italiana, sia il più giovane calciatore ad esordire da titolare nei 5 migliori campionati europei nella stagione 2020-2021. A maggio dello stesso anno, ha rinnovato il proprio contratto con il Parma fino al 2025.
Il 12 agosto 2022, dopo non avere mai giocato nella stagione 2021-2022 coi ducali, fa ritorno al Genk con la formula del prestito con diritto di riscatto. Con la formazione fiamminga, trova spazio solo nella formazione giovanile militante nella Tweede klasse, senza mai esordire in prima squadra.
Non riscattato dal Genk al termine della stagione, né rientrante nei piani del Parma, il 3 settembre 2023 Diercx viene ceduto a titolo definitivo allo Standard Liegi, nella Pro League belga, con cui firma un contratto triennale. Qui, viene inizialmente aggregato alla seconda squadra, militante in Tweede klasse.

### Nazionale
Ha giocato nelle nazionali giovanili belghe Under-16 ed Under-18.

## Statistiche

### Presenze e reti nei club
Statistiche aggiornate al 11 febbraio 2024.
| Stagione        | Squadra         | Campionato      | Campionato | Campionato | Coppe nazionali | Coppe nazionali | Coppe nazionali | Coppe continentali | Coppe continentali | Coppe continentali | Altre coppe | Altre coppe | Altre coppe | Totale | Totale |
| Stagione        | Squadra         | Comp            | Pres       | Reti       | Comp            | Pres            | Reti            | Comp               | Pres               | Reti               | Comp        | Pres        | Reti        | Pres   | Reti   |
| --------------- | --------------- | --------------- | ---------- | ---------- | --------------- | --------------- | --------------- | ------------------ | ------------------ | ------------------ | ----------- | ----------- | ----------- | ------ | ------ |
| gen.-giu. 2021  | Parma           | A               | 7          | 0          | CI              | 1               | 0               | -                  | -                  | -                  | -           | -           | -           | 8      | 0      |
| 2021-2022       | Parma           | B               | 0          | 0          | CI              | 0               | 0               | -                  | -                  | -                  | -           | -           | -           | 0      | 0      |
| Totale Parma    | Totale Parma    | Totale Parma    | 7          | 0          |                 | 1               | 0               |                    | -                  | -                  |             | -           | -           | 8      | 0      |
| 2022-2023       | Jong Genk       | D2              | 21         | 0          | -               | -               | -               | -                  | -                  | -                  | -           | -           | -           | 21     | 0      |
| 2023-2024       | SL16            | D2              | 17         | 3          | -               | -               | -               | -                  | -                  | -                  | -           | -           | -           | 17     | 3      |
| Totale carriera | Totale carriera | Totale carriera | 45         | 3          |                 | 1               | 0               |                    | -                  | -                  |             | -           | -           | 46     | 3      |

### Cronologia presenze e reti in nazionale
| Cronologia completa delle presenze e delle reti in nazionale ― Belgio under 18 | Cronologia completa delle presenze e delle reti in nazionale ― Belgio under 18 | Cronologia completa delle presenze e delle reti in nazionale ― Belgio under 18 | Cronologia completa delle presenze e delle reti in nazionale ― Belgio under 18 | Cronologia completa delle presenze e delle reti in nazionale ― Belgio under 18 | Cronologia completa delle presenze e delle reti in nazionale ― Belgio under 18 | Cronologia completa delle presenze e delle reti in nazionale ― Belgio under 18 | Cronologia completa delle presenze e delle reti in nazionale ― Belgio under 18 |
| Data                                                                           | Città                                                                          | In casa                                                                        | Risultato                                                                      | Ospiti                                                                         | Competizione                                                                   | Reti                                                                           | Note                                                                           |
| ------------------------------------------------------------------------------ | ------------------------------------------------------------------------------ | ------------------------------------------------------------------------------ | ------------------------------------------------------------------------------ | ------------------------------------------------------------------------------ | ------------------------------------------------------------------------------ | ------------------------------------------------------------------------------ | ------------------------------------------------------------------------------ |
| 9-10-2021                                                                      | Marbella                                                                       | Belgio under 18                                                                | 1 – 0                                                                          | Francia under 18                                                               | Amichevole                                                                     | -                                                                              | cap. 58’                                                                       |
| Totale                                                                         |                                                                                | Presenze                                                                       | 1                                                                              |                                                                                | Reti                                                                           | 0                                                                              |                                                                                |

| Cronologia completa delle presenze e delle reti in nazionale ― Belgio under 16 | Cronologia completa delle presenze e delle reti in nazionale ― Belgio under 16 | Cronologia completa delle presenze e delle reti in nazionale ― Belgio under 16 | Cronologia completa delle presenze e delle reti in nazionale ― Belgio under 16 | Cronologia completa delle presenze e delle reti in nazionale ― Belgio under 16 | Cronologia completa delle presenze e delle reti in nazionale ― Belgio under 16 | Cronologia completa delle presenze e delle reti in nazionale ― Belgio under 16 | Cronologia completa delle presenze e delle reti in nazionale ― Belgio under 16 |
| Data                                                                           | Città                                                                          | In casa                                                                        | Risultato                                                                      | Ospiti                                                                         | Competizione                                                                   | Reti                                                                           | Note                                                                           |
| ------------------------------------------------------------------------------ | ------------------------------------------------------------------------------ | ------------------------------------------------------------------------------ | ------------------------------------------------------------------------------ | ------------------------------------------------------------------------------ | ------------------------------------------------------------------------------ | ------------------------------------------------------------------------------ | ------------------------------------------------------------------------------ |
| 25-9-2018                                                                      | Kiev                                                                           | Ucraina under 16                                                               | 0 – 2                                                                          | Belgio under 16                                                                | Amichevole                                                                     | -                                                                              |                                                                                |
| 27-9-2018                                                                      | Kiev                                                                           | Ucraina under 16                                                               | 2 – 0                                                                          | Belgio under 16                                                                | Amichevole                                                                     | -                                                                              | 55’                                                                            |
| Totale                                                                         |                                                                                | Presenze                                                                       | 2                                                                              |                                                                                | Reti                                                                           | 0                                                                              |                                                                                |